# لورا ريان
لورا ريان (بالإنجليزية: Laura Ryan) هي غطاسة أمريكية، ولدت في 4 يوليو 1992 في بورنسفيل في الولايات المتحدة.

## وصلات خارجية
- لورا ريان على موقع قاعدة بيانات الغوص IAT (الألمانية)